# 张口洞遗址
张口洞遗址位于云南省昆明市宜良县九乡彝族回族乡九乡风景区叠虹桥景区，是一处旧石器时代洞穴遗址。1987年7月发现，1990年昆明市文物管理委员会发掘，获各类标本3512件，其中人牙38枚、石器1606件、哺乳类动物化石1800多件。石器中的多坑器器形独特，为中国首次发现。2003年，云南省文物考古研究所、昆明市博物馆和宜良县文管所再次发掘。
1990年11月公布为宜良县文物保护单位。1993年1月3日公布为昆明市文物保护单位。2003年12月18日公布为第六批云南省文物保护单位。